# Blaž Modrošić
Blaž Modrošić je bački hrvatski književnik iz Mađarske. Pisao je prozna djela i pjesme
Bio je urednikom Bunjevačke i šokačke vile, hrvatskog preporodnog lista iz južne Ugarske koji je izlazio 1871. – 1876.
Svojim djelima je ušao u antologije proze i poezije bunjevačkih Hrvata iz 1971., sastavljača Geze Kikića, u izdanju Matice hrvatske.

## Vanjske poveznice
- Antologija proze bunjevačkih Hrvata[neaktivna poveznica]
- Antologija poezije bunjevačkih Hrvata  Arhivirana inačica izvorne stranice od 17. travnja 2008. (Wayback Machine)
- Oktatási és Kulturális Minisztérium  Arhivirana inačica izvorne stranice od 1. lipnja 2010. (Wayback Machine) Okvirni program hrv. jezika i književnosti za dvojezične škole - Književnost Hrvata u Mađarskoj